# いわき市石炭・化石館
いわき市石炭・化石館（いわきし せきたん かせきかん）は、福島県いわき市常磐湯本町字向田にある博物館である。

## 沿革
1984年に開館。いわき市、特に本施設が立地する旧常磐市は、かつて常磐炭鉱の企業城下町として発展し、現在でも炭鉱の坑道跡を利用した温泉施設が有名である。また、いわき市内では多くの化石が発掘されることで有名であることから建設された。2010年4月22日、リニューアルオープン。同時に全国公募により愛称を｢ほるる｣とし、ロゴマークも新しくした。
2010年のリニューアルに伴い、展示物の配置や照明などの展示の工夫、エレベーターの増設やバリアフリー化などにより以前より見学しやすい施設になった。
2022年3月16日に発生した福島県沖地震により、竪坑櫓が一部崩壊し、櫓の解体工事に伴い2年間休業。その後、2024年4月25日に再開した。

## 概要
営業時間は9時から17時まで。休館日は毎月第三火曜日と1月1日。入館料は一般660円。
館内は化石展示室と石炭展示室に大きく分けられる。化石展示室にはいわき市内の化石と世界各地の化石が展示される。特記は、いわき市内で発見された首長竜フタバスズキリュウ（フタバサウルス）の全身復元骨格・産状標本と、「イワキクジラ」。
いわきの石炭は3500万年前のメタセコイアの植物化石。石炭展示室は世界各地・日本各地の石炭サンプルを展示解説する。また常磐炭田の歴史や採掘道具の展示などや、昭和10年頃の炭鉱町の生活を復元したコーナー、抗口エレベーター、模擬坑道などが再現されている。

## 施設
- 建築面積：4,499 m2（本館のみ）
- 敷地面積：23,385 m2

1階
- ロビー・エントランス、化石展示室、模擬坑道、生活館、講堂、売店、多目的ホール

2階
- 学習・標本展示室

屋外展示
- 国鉄D51形蒸気機関車（松ヶ岡公園に展示されていたものを移転）、ウッドピアいわき、昭和の杜六坑園

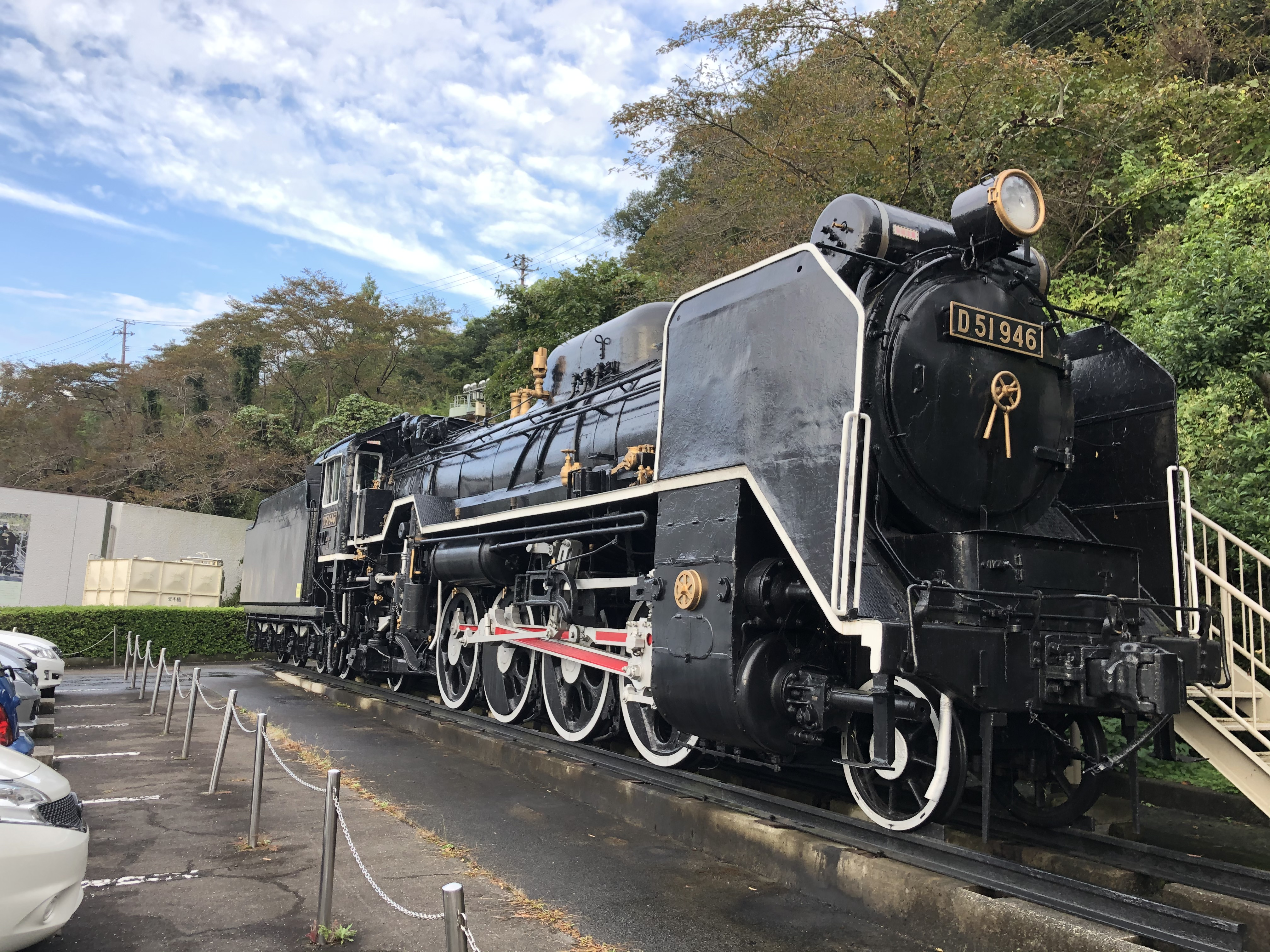
屋外展示されているD51
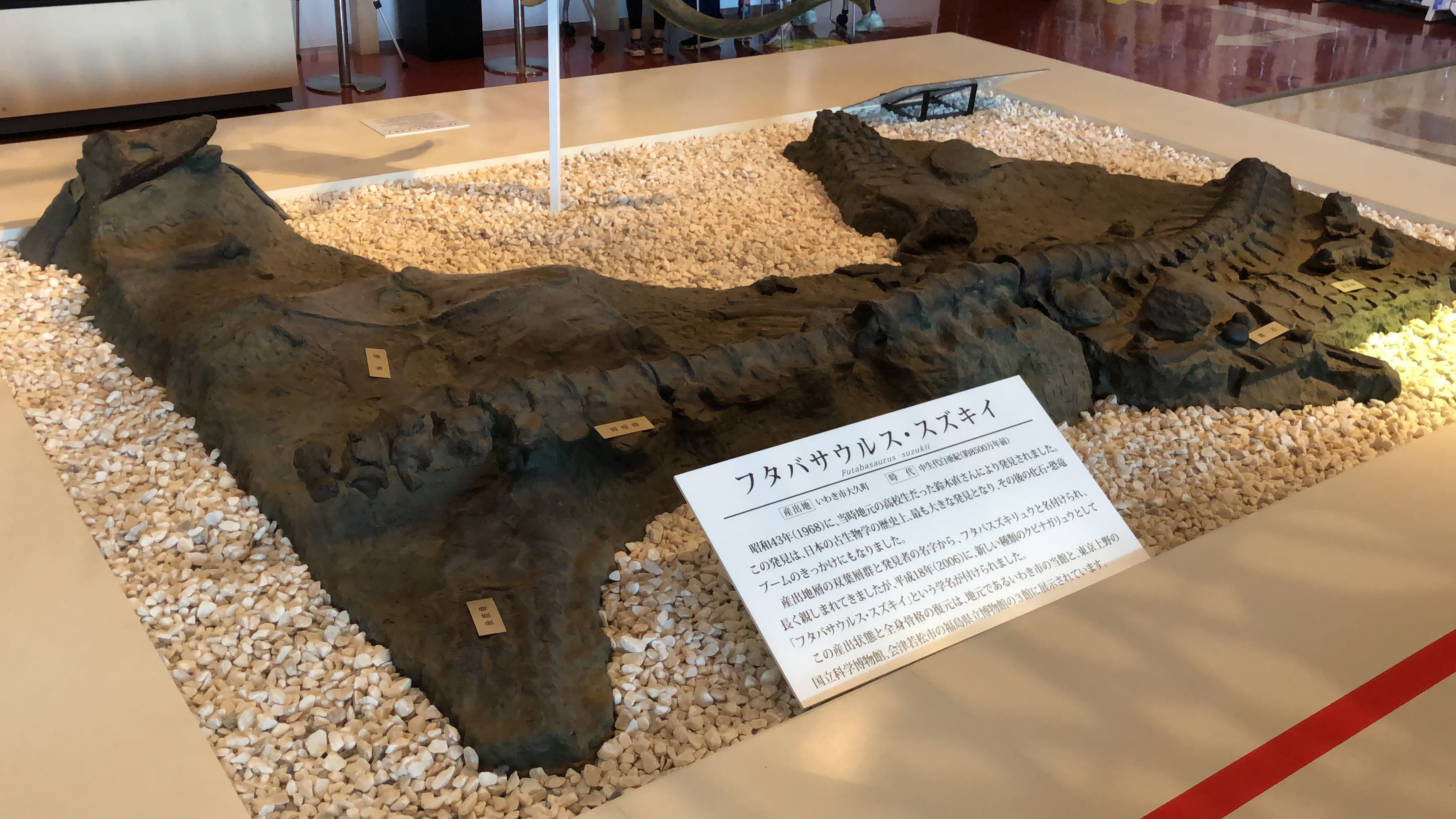
エントランスにあるフタバサウルス・スズキイの模型

## 交通
- 鉄道
  - JR常磐線湯本駅から徒歩10分。
- 自動車
  - 常磐自動車道いわき湯本インターチェンジから10分。国道6号岩城街道沿い。